# Cyrtandra paliku
Cyrtandra paliku là một loài thực vật có hoa trong họ Tai voi. Loài này được W.L.Wagner, K.R.Wood & Lorence mô tả khoa học đầu tiên năm 2001.